# Nižný Tvarožec
Nižný Tvarožec és un poble i municipi d'Eslovàquia. Es troba a la regió de Prešov, al nord del país.

## Història
La primera referència escrita de la vila data del 1355.

## Demografia
| Godina             | 1994 | 2004   | 2014    | 2024   |
| ------------------ | ---- | ------ | ------- | ------ |
| Nombre de persones | 460  | 460    | 526     | 570    |
| Diferència         |      | +1,42% | +14,34% | +8,36% |

| Godina             | 2023 | 2024   |
| ------------------ | ---- | ------ |
| Nombre de persones | 569  | 570    |
| Diferència         |      | +0,17% |